# سیارک ۷۷۹۱
سیارک ۷۷۹۱ (به انگلیسی: 7791 Ebicykl، نامگذاری:1995EB) هفت هزار و هفتصد و نود و یکمین سیارک کشف شده‌است که در ۱ مارس ۱۹۹۵ کشف شد.
قدر مطلق سیارک برابر ۱۳٫۱۰ است.